# Эйдюр Ава Оулафсдоуттир
Эйдюр Ава Оулафсдоуттир (исл. Auður Ava Ólafsdóttir; род. 1958, Рейкьявик, Исландия) — исландская профессор истории искусства, драматург, писательница, поэтесса и автор бестселлеров.

## Биография
Писательница родилась в 1958 году в Рейкьявике (Исландия). В начале своей деятельности изучала историю искусства в Сорбонне.
Эйдюр работает профессором истории искусства в Университете Исландии. В течение определённого промежутка времени она была директором университетского художественного музея.
Первый роман писательницы получил название «Поднятая земля» и был опубликован в 1988 году. Он стал основой для её будущих произведений, которые прекрасно описывают мелкие вещи жизни.
Книга «Бабочки в ноябре» была охарактеризована как «живое, многоуровневое и оптимистическое произведение». Данное произведение получило Литературную награду имени Тоумаса Гюдмюндссона. Роман «Зелёный дом» был опубликован в 2007 году и получил разностороннюю критику. С одной стороны, его описывали как тщательно и тонко написанное произведение, с другой стороны, критиковали за отсутствие напряжения в языке и расслоении эмоций. В 2018 году она получила Литературную премию Северного Совета за роман «Стрелка».

### Личная жизнь
Общественность обнаружила, что временное проживание Эйдюр в католических странах и глубокий интерес к искусству и музыке этих стран способствовали её переходу в католицизм.

## Творчество

### Романы
- «Поднятая земля», 1988
- «Бабочки в ноябре», 2004
- «Зелёный дом», 2007
- «Исключение», 2012
- «Стрелка», 2016
- "Отель Тишина" 2021

### Поэзия
- Sálmurinn um glimmer, 2010

### Драматургия
- «Лебеди спариваются на всю жизнь» (Национальный театр Исландии, 2014)

## Награды
- 2016: Исландская литературная премия: за «Стрелка»[9]
- 2011: Литературная премия Квебеке: за «Rosa Candida»
- 2010 Французский литературная премия «Prix de Page»: за «Rosa Candida»
- 2004: Литературная награда им. Тоумаса Гюдмюндссона: за «Бабочки в ноябре»